# Kriegsdenkmünze 1813 (Hannover)
Die Kriegsdenkmünze für 1813 wurde am 11. Mai 1841 von König Ernst August von Hannover gestiftet und konnte an alle Personen verliehen werden, die 1813 freiwillig in die Armee eingetreten waren, um im Befreiungskrieg gegen Napoléon zu kämpfen.
Das Ordenszeichen ist ein bronzenes Kreuz. Auf dem oberen Kreuzarm ist die Königskrone und auf dem unteren die Jahreszahl 1813 zu sehen. Im Medaillon befinden sich die Initialen des Stifters E. A. R.  (Ernst August Rex) sowie Rückseitig von einem Lorbeerkranz umgeben erneut die Jahreszahl 1813.
Getragen wurde die Dekoration an einem weißen Band mit gelben Seitenstreifen auf der linken Brust.